# Memphis Belle (B-17)
För andra betydelser, se Memphis Belle.

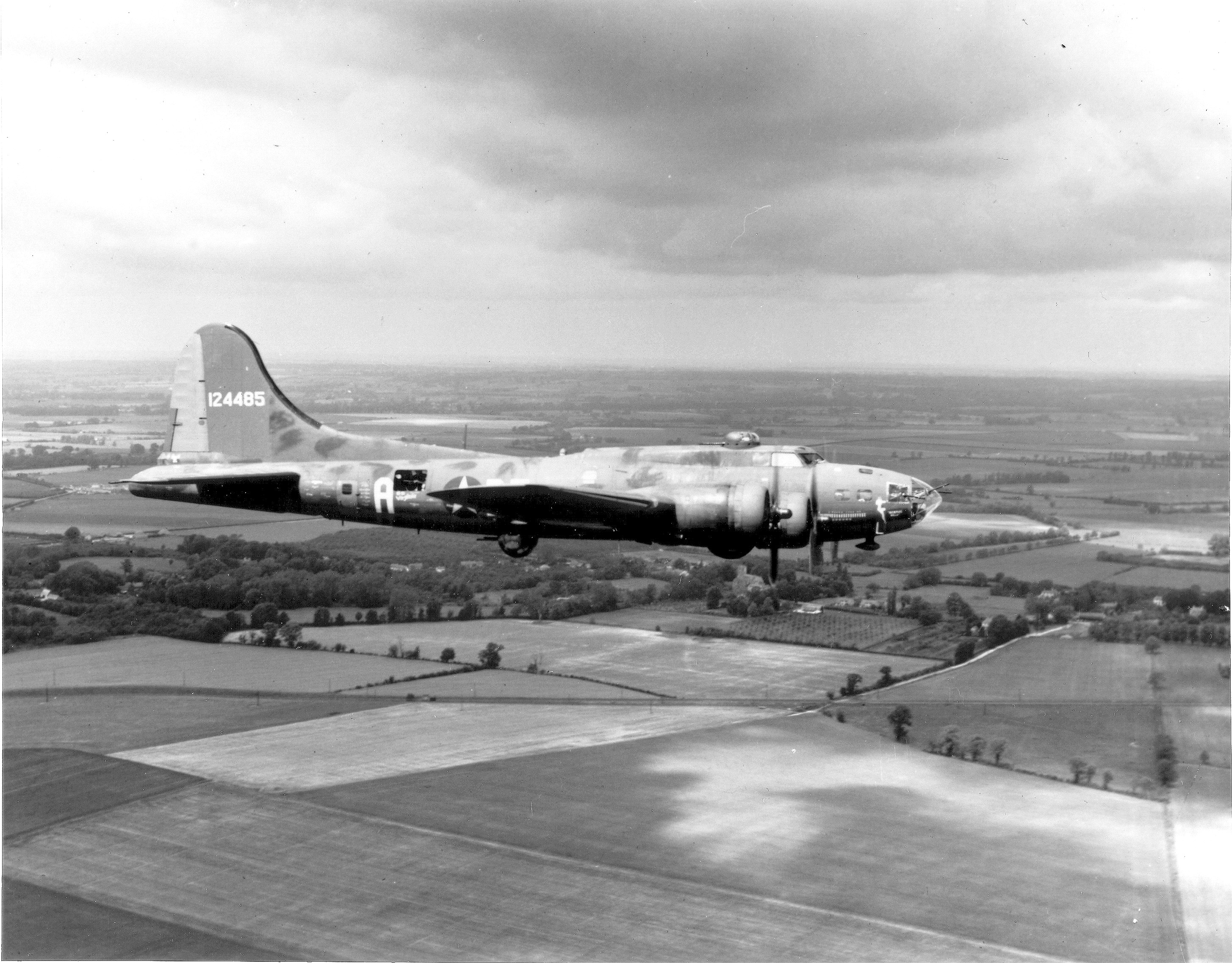
Memphis Belle

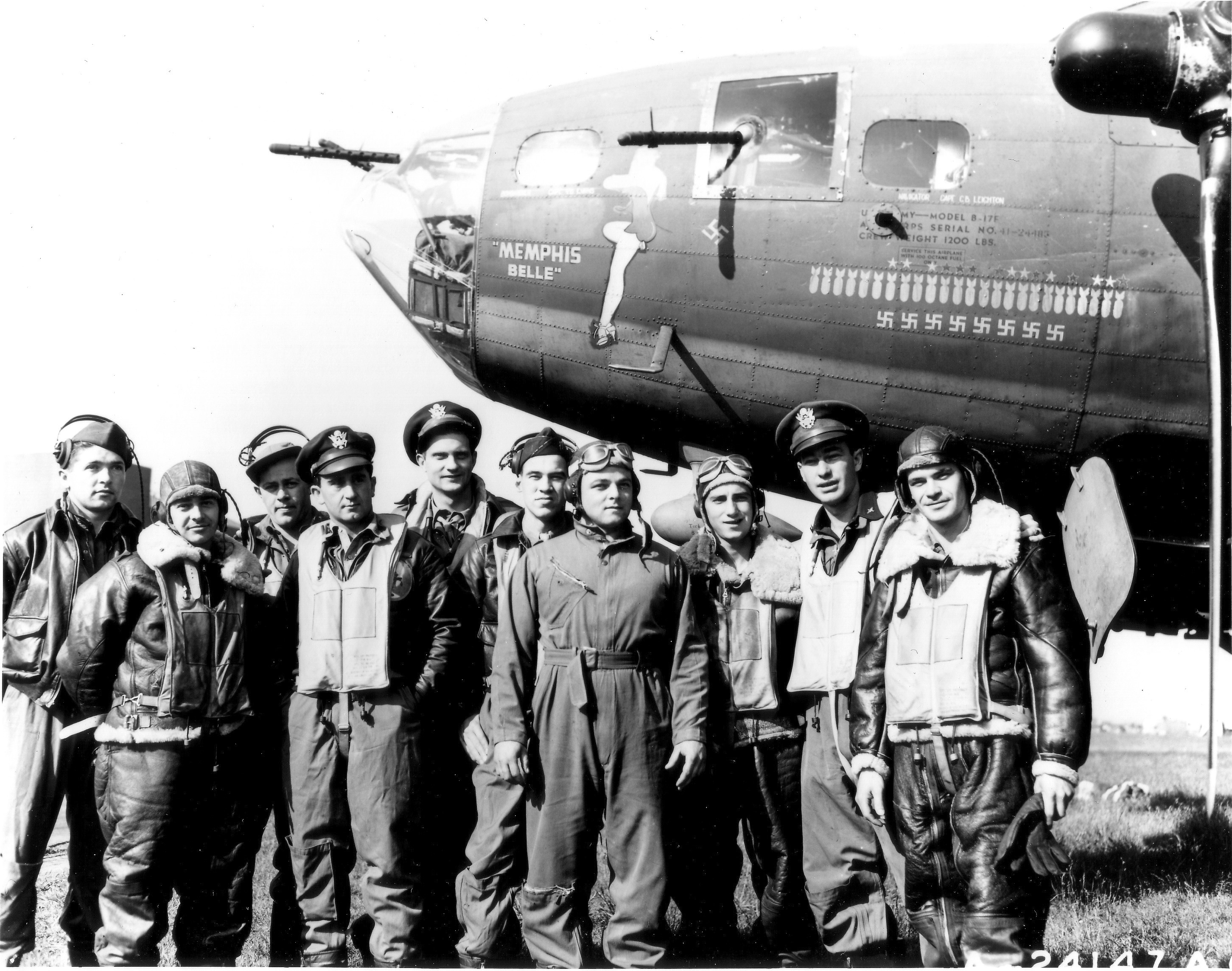
Besättningen efter sista uppdraget

Memphis Belle är smeknamnet på ett Boeing B-17 Flying Fortress (serienummer: 41-24485), ett bombflygplan, som blev berömt när dess besättning lyckades flyga 25 uppdrag över Europa och återvända hem till USA under andra världskriget. Det sista uppdraget flögs 17 maj 1943. Flygplanet finns fortfarande kvar och från oktober 2005 genomgår det en renovering i Dayton, Ohio.

## Historia
Memphis Belle fick namnet av planets pilot, löjtnant Robert K. Morgans flickvän Margaret Polk från Memphis, Tennessee. Morgan valde sedan ut en bild, Petty Girl från tidningen Esquire som illustration. Hon målades med blå baddräkt på babords sida och röd på styrbord. Planet och dess besättning placerades i 324th Bomb Squadron inom 91st Bomb Group och flög sitt första uppdrag 7 november 1942. Efter det sista uppdraget flögs Memphis Belle hem till USA och gjorde en turné runt hela landet i tre månader för att samla pengar till krigsobligationer och stärka moralen. 
Efter kriget räddades Memphis Belle från skrotning men blev ställd utomhus ända fram till 1980-talet, och planet förstördes långsamt av väder och vind. 1987 fick det ett tak över sig och 2003 plockades det ner i bitar för renovering och flyttades därför till Millington i Tennessee. National Museum of the United States Air Force lyckades samla ihop pengar till en totalrenovering och därför flyttades Belle ännu en gång till museets renoveringslokaler i oktober 2005.

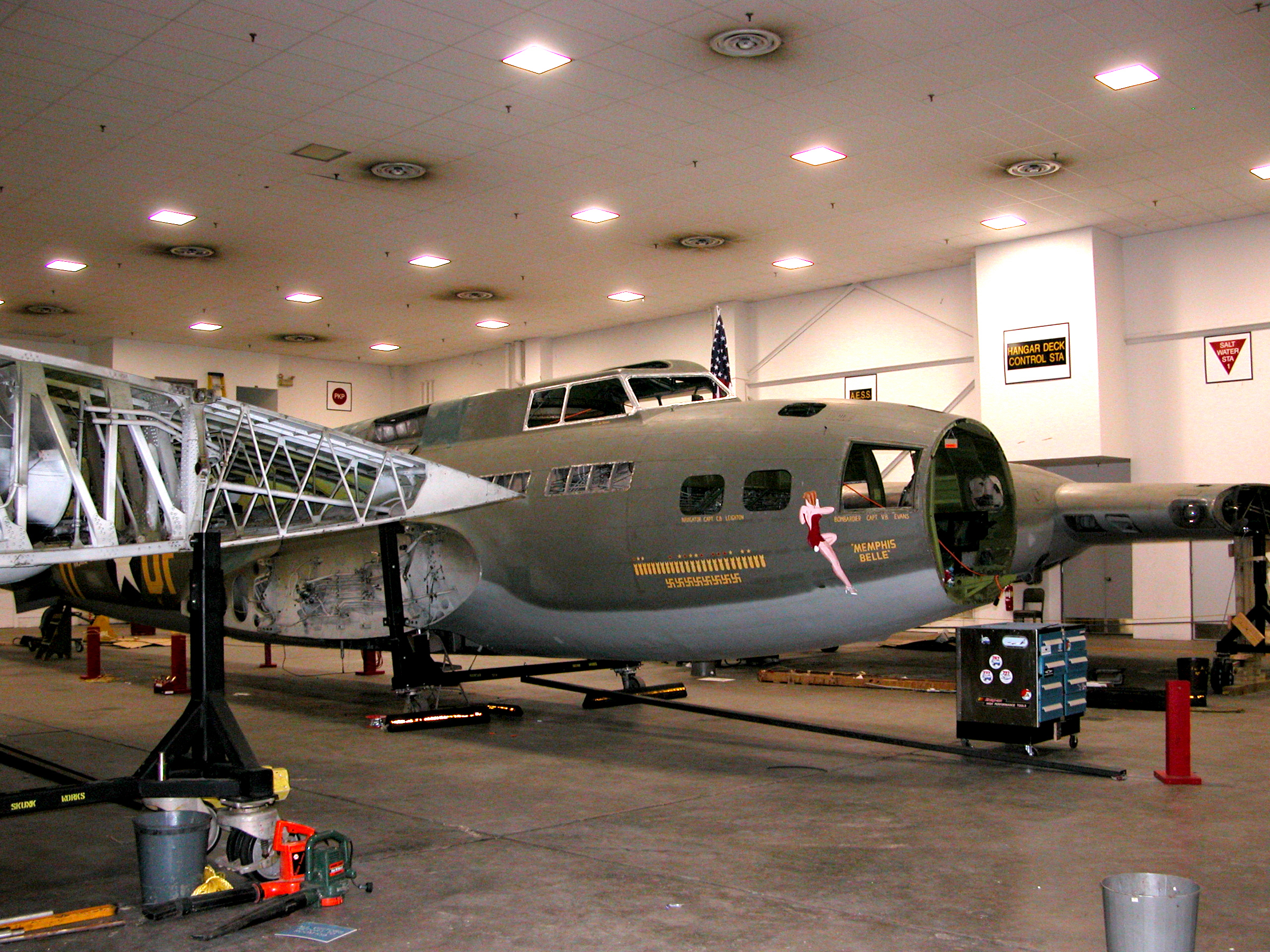
Memphis Belle under renovering

## Uppdrag
1. 7 november 1942 - Brest, Frankrike
2. 9 november 1942 - St. Nazaire, Frankrike
3. 17 november 1942 - St. Nazaire
4. 6 december 1942 - Lille, Frankrike
5. 3 januari 1943 - St. Nazaire
6. 13 januari 1943 - Lille
7. 23 januari 1943 - Lorient, Frankrike
8. 27 januari 1943 - Wilhelmshaven, Tyskland (i The Sky Wolf)
9. 4 februari 1943 - Emden, Tyskland (i Jersey Bounce)
10. 14 februari 1943 - Hamm, Tyskland
11. 16 februari 1943 - St. Nazaire
12. 26 februari 1943 - Wilhelmshaven (i Jersey Bounce)
13. 27 februari 1943 - Brest
14. 6 mars 1943 - Lorient
15. 12 mars 1943 - Rouen, Frankrike
16. 13 mars 1943 - Abbeville, Frankrike
17. 22 mars 1943 - Wilhelmshaven
18. 28 mars 1943 - Rouen
19. 5 april 1943 - Antwerpen, Belgien
20. 16 april 1943 - Lorient
21. 17 april 1943 - Bremen, Tyskland
22. 1 maj 1943 - St. Nazaire
23. 4 maj 1943 - Antwerpen (i The Sky Wolf)
24. 15 maj 1943 - Wilhelmshaven
25. 17 maj 1943 - Lorient

Andra besättningar flög Memphis Belle på följande uppdrag:
1. 30 december 1942 - Lorient
2. 13 maj 1943 - Meaulte, Frankrike
3. 14 maj 1943 - Kiel, Tyskland
4. 19 maj 1943 - Kiel

## Filmografi
Belle och dess besättning har inspirerat filmindustrin och två filmer har blivit omtalade.
- The Memphis Belle: A Story of a Flying Fortress, (1944) dokumentär
- Memphis Belle, (1990) spelfilm

I filmen från 1990 fick ett annat B-17 (med serienummer: 44-83546) agera som Memphis Belle.